# Stina Melanton
Britta Kristina (Stina) Melanton, född 16 mars 1946 i Örnsköldsvik, är en svensk konstnär.
Melanton blev filosofie kandidat 1969 och studerade vid Kungliga Konsthögskolan i Stockholm 1977–1982. Hon var tjänsteman och regiassistent på Dramaten 1970–1975 och verksam som konstnär (måleri, teckning, objekt och grafik) sedan 1982. Hon höll separatutställning i Stockholm 1987 och har deltagit samlingsutställningar i Stockholm och Göteborg. Hon utsmyckade två halvpelare på Departementshuset 1982.

## Separatutställningar
- Galleri Nordens Ljus, Stockholm 2022.[1]

## Samlingsutställningar
- Bokmässan Göteborg 1997. Utställning Blå, om det andliga i konsten.[2]